# Gary Barone
Gary Barone (* 12. Dezember 1941 in Detroit; † 24. Dezember 2019) war ein US-amerikanischer Jazzmusiker (Trompete, Flügelhorn, Schlagzeug) und Bigband-Leader, der in Freiburg im Breisgau lebte.

## Leben und Wirken
Barone, Sohn eines Swingtrompeters und Bruder des Posaunisten und Bandleaders Mike Barone, begann mit sechs Jahren Trompete zu spielen. Mit 14 Jahren war er bereits Profimusiker. Er studierte an der Michigan State University und am San Fernando State College. Dann zog er nach Kalifornien, wo er ab 1965 bei Stan Kenton spielte; auch nahm er mit dessen Los Angeles Neophonic Orchestra auf. Dann arbeitete er als Studiomusiker (u. a. mit Henry Mancini, Lalo Schifrin, Dave Grusin, Michel Legrand, Sérgio Mendes, Canned Heat), war aber auch mit Shelly Manne, Bud Shank, Gerald Wilson, Maynard Ferguson, Willie Bobo, Robby Krieger oder Frank Zappa (Petit Wazoo) aktiv. 1986 zog er nach Portland (Oregon) um, wo er eine eigene Band gründete und mit David Friesen auf zwei Europatourneen ging und mehrere Alben einspielte. 1995 kam er als Artist in Residence an die Jazz & Rock Schulen Freiburg. In Deutschland war er mit Jiggs Whigham, Waldi Heidepriem, Christof Lauer, Tony Lakatos und Albert Mangelsdorff aufgetreten. In Freiburg leitete er die Jazz Haus Big Band und ein eigenes Quartett.  Auch lehrte er Jazztrompete an der privaten Hochschule für Kunst, Design und Populäre Musik Freiburg.

## Werke

### Schriften
- Modern Studies, for trumpet and other G-clef reading instruments
- Modern Jazz Duets (2 Bände)

### Diskographische Hinweise
- Mike & Gary Barone Blues & Other Happy Moments (1981; mit Tom Scott, Theo Saunders, Dick Spencer, John Heard, Shelly Manne, Alex Acuña)
- Gary Barone/David Friesen/Alan Jones Triune (2006)
- Gary Barone/Ro Kuipers Ta Ta Boom! (1999; mit Perkussionist Ro Kuijpers)
- Almost Floating (2014; mit Andy Herrmann, Karoline Höfler, Patrick Manzecchi)

## Lexikalische Einträge
- Leonard Feather, Ira Gitler: The Biographical Encyclopedia of Jazz. Oxford University Press, New York 1999, ISBN 0-19-532000-X.
- Jürgen Wölfer: Jazz in Deutschland. Das Lexikon. Alle Musiker und Plattenfirmen von 1920 bis heute. Hannibal, Höfen 2008, ISBN 978-3-85445-274-4.